# Nord universitet
Nord universitet (lulesamiska: Nuortta universitiehtta, sydsamiska: Noerhte universiteete, engelska: Nord University) är ett norsk universitet som bildades den 1 januari 2016 genom en sammenslagning av Universitetet i Nordland(no), Høgskolen i Nesna(no) og Høgskolen i Nord-Trøndelag(no). Universitetet har sitt huvudsäte på Universitetsalléen 11 i stadsdelen  Mørkved(no) i Bodø. Det har också verksamhet i Mo i Rana, Nesna, Stokmarknes, Steinkjer, Levanger, Namsos och Stjørdalshalsen.
Nord universitet hade 1 364 anställda och 11 705 studenter 2021. Rektor är Hanne Solheim Hansen(no) sedan 18 januari 2019.